# Folaha
Folaha es una localidad del distrito de Vaini, en Tonga. Tiene una población de 905 habitantes en 2021.